# Квалификације за Куп Кариба 2014.
Квалификационо такмичење за Куп Кариба 2014. је био фудбалски турнир одржан у периоду од 31. маја до 12. октобара 2014. године. Квалификационо такмичење одредило је који национални тимови могу да играју на Купу Кариба 2014, што је истовремено одредило који тимови ће учествовати на Златном купу Конкакафа за 2015. годину и Копа Америке Сентенарио 2016. године.
У марту 2014. објављено је да ће Јамајка бити домаћин „завршне фазе” такмичења у Монтего Беју, а у априлу 2014. Карипска фудбалска унија је објавила жреб групне фазе.

## Учесници
Укупно 26 тимова се пројавило за Куп Кариба 2014.
| - Бахами - Бермуди | - Кајманска Острва - Свети Мартин Фр. | - Свети Мартин Хол. |  |

| - Аруба - Бонер | - Британска Девичанска Острва - Француска Гвајана | - Монтсерат - Туркс и Кајкос | - Америчка Девичанска Острва |

| - Ангвила - Антигва и Барбуда - Барбадос - Курасао | - Доминика - Доминиканска Република - Гренада - Гвајана | - Мартиник - Порторико - Света Луција - Сент Китс и Невис | - Сент Винсент и Гренадини - Суринам |

## Прелиминарно коло
Победници група пласирали су се у први круг.

### Група 1
Утакмице су игране на Монтсерату (UTC-4), Дана 8. маја 2014, објављено је да ће стадион Монтсератс Блејкс Естате бити подвргнут инспекцији како би угостио групу 1, пошто је све било у реду са стадионом Монтсерат је добио домаћинство. То је први пут да је Монтсерат изабран за домаћина било којег дела такмичења које организује Карипска фудбалска унија. Првобитно је објављено да ће земља домаћин групе 1 бити Бонер.
| Тим                        | О | П | Н | И | ГД | ГП | ГР | Бод. |
| -------------------------- | - | - | - | - | -- | -- | -- | ---- |
| Бонер                      | 2 | 1 | 1 | 0 | 2  | 1  | +1 | 4    |
| Монтсерат                  | 2 | 1 | 1 | 0 | 1  | 0  | +1 | 4    |
| Америчка Девичанска Острва | 2 | 0 | 0 | 2 | 1  | 3  | −2 | 0    |

| Монтсерат        | 1:0      | Америчка Девичанска Острва |
| ---------------- | -------- | -------------------------- |
| Џајли Хоџсон 54’ | Извештај |                            |

| Америчка Девичанска Острва | 1:2      | Бонер                              |
| -------------------------- | -------- | ---------------------------------- |
| Макдоналд Тејлор 87’       | Извештај | Јурик Синпал 5’ · Јозеф Бимонт 11’ |

| Монтсерат | 0:0      | Бонер |
| --------- | -------- | ----- |
|           | Извештај |       |

### Група 2
Мечеви су играни на Аруби (UTC-4).
| Тим                         | О | П | Н | И | ГД | ГП | ГР  | Бод. |
| --------------------------- | - | - | - | - | -- | -- | --- | ---- |
| Француска Гвајана           | 3 | 3 | 0 | 0 | 14 | 0  | +14 | 9    |
| Аруба                       | 3 | 2 | 0 | 1 | 8  | 2  | +6  | 6    |
| Туркс и Кајкос              | 3 | 1 | 0 | 2 | 2  | 7  | −5  | 3    |
| Британска Девичанска Острва | 3 | 0 | 0 | 3 | 0  | 15 | −15 | 0    |

| Француска Гвајана | 6:0      | Британска Девичанска Острва |
| --- | -------- | --------------------------- |
| Ентони Соуберви 17’ (пен.) · Габриел Пижре 50’ · Сержилио Атоман 53’ · Фабрис Авонг 55’ · Микаел Солви 81’ · Орфео Нали 90+2’ | Извештај |                             |

| Аруба            | 1:0      | Туркс и Кајкос |
| ---------------- | -------- | -------------- |
| Емил Линкерс 28’ | Извештај |                |

| Туркс и Кајкос | 0:6      | Француска Гвајана                                                          |
| -------------- | -------- | -------------------------------------------------------------------------- |
|                | Извештај | Габриел Пижре 29’, 48’, 90’ · Фабрис Авонг 59’, 62’ · Кели Лума 83’ (а.г.) |

| Аруба | 7:0      | Британска Девичанска Острва |
| --- | -------- | --------------------------- |
| Ренси Барадас 2’ · Ануар Кок 20’ · Двејн Равен 22’, 52’, 61’ · Хелано Круден 85’ · Ерик Сантос де Говеја 90+2’ | Извештај |                             |

| Британска Девичанска Острва | 0:2      | Туркс и Кајкос                         |
| --------------------------- | -------- | -------------------------------------- |
|                             | Извештај | Марк Фенелус 32’ · Стивенс Дерилен 52’ |

| Аруба | 0:2      | Француска Гвајана                   |
| ----- | -------- | ----------------------------------- |
|       | Извештај | Давид Мартинон 60’ · Гари Пигре 88’ |

## Прво коло
У други круг пласирали су се победници група, другопласирани и најбоља трећепласирана екипа.

### Група 3
Утакмице су игране на Мартинику (UTC-4).
| Тим      | О | П | Н | И | ГД | ГП | ГР | Бод. |
| -------- | - | - | - | - | -- | -- | -- | ---- |
| Мартиник | 3 | 2 | 1 | 0 | 9  | 2  | +7 | 7    |
| Барбадос | 3 | 1 | 1 | 1 | 7  | 5  | +2 | 4    |
| Бонер    | 3 | 1 | 0 | 2 | 4  | 12 | −8 | 3    |
| Суринам  | 3 | 0 | 2 | 1 | 3  | 4  | −1 | 2    |

| Барбадос         | 1:1      | Суринам          |
| ---------------- | -------- | ---------------- |
| Ромел Бургес 69’ | Извештај | Јерни Фербер 80’ |

| [[Фудбалска репрезентација Мартиника {{{altlink2}}}\|Мартиник]]                       | 6:0      | Бонер |
| ------------------------------------------------------------------------------------- | -------- | ----- |
| Гаел Жермен 34’, 50’ (пен.), 75’ · Матијас Куријер 60’ · Жозе-Тијери Горон 80’, 90+2’ | Извештај |       |

| Суринам                     | 2:3      | Бонер                                                            |
| --------------------------- | -------- | ---------------------------------------------------------------- |
| Мигел Крони 80’ (пен.), 82’ | Извештај | Лејси Паулета 6’ · Јурик Синпал 12’ · Сухендли Барзеј 70’ (пен.) |

| [[Фудбалска репрезентација Мартиника {{{altlink2}}}\|Мартиник]]   | 3:2      | Барбадос                           |
| ----------------------------------------------------------------- | -------- | ---------------------------------- |
| Емерсон Бојс 57’ (а.г.) · Гаел Жермен 68’ · Жозе-Тијери Горон 81’ | Извештај | Рикардо Морис 13’ · Карл Џозеф 30’ |

| Бонер                     | 1:4      | Барбадос                                                           |
| ------------------------- | -------- | ------------------------------------------------------------------ |
| Јурик Синпал 90+3’ (пен.) | Извештај | Емерсон Бојс 55’ · Ромарио Хервуд 67’ · Марио Харт 74’ (пен.), 76’ |

| [[Фудбалска репрезентација Мартиника {{{altlink2}}}\|Мартиник]] | 0:0      | Суринам |
| --------------------------------------------------------------- | -------- | ------- |
|                                                                 | Извештај |         |

### Група 4
Утакмице су игране на Порторику (UTC-4).
| Тим               | О | П | Н | И | ГД | ГП | ГР | Бод. |
| ----------------- | - | - | - | - | -- | -- | -- | ---- |
| Курасао           | 3 | 1 | 2 | 0 | 4  | 3  | +1 | 5    |
| Француска Гвајана | 3 | 1 | 2 | 0 | 3  | 2  | +1 | 5    |
| Порторико         | 3 | 0 | 2 | 1 | 5  | 6  | −1 | 2    |
| Гренада           | 3 | 0 | 2 | 1 | 4  | 5  | −1 | 2    |

| Гренада        | 1:1      | Француска Гвајана |
| -------------- | -------- | ----------------- |
| Тери Џејмс 58’ | Извештај | Силвио Бреле 59’  |

| Порторико            | 2:2      | Курасао                                |
| -------------------- | -------- | -------------------------------------- |
| Џозеф Мареро 7’, 51’ | Извештај | Принс Рајкомар 58’ · Шелтон Мартис 82’ |

| Курасао                                    | 2:1      | Гренада        |
| ------------------------------------------ | -------- | -------------- |
| Принс Рајкомар 57’ · Геваро Непомусено 62’ | Извештај | Вендел Реми 4’ |

| Порторико              | 1:2      | Француска Гвајана       |
| ---------------------- | -------- | ----------------------- |
| Ектор Рамос 39’ (пен.) | Извештај | Габриел Пигрес 60’, 90’ |

| Француска Гвајана | 0:0      | Курасао |
| ----------------- | -------- | ------- |
|                   | Извештај |         |

| Порторико                           | 2:2      | Гренада                           |
| ----------------------------------- | -------- | --------------------------------- |
| Ектор Рамос 29’ · Алекс Ојконен 68’ | Извештај | Тери Џејмс 56’ · Китсон Бајин 85’ |

### Група 5
Утакмице су игране на Антигви и Барбуди (UTC-4).
| Тим                      | О | П | Н | И | ГД | ГП | ГР  | Бод. |
| ------------------------ | - | - | - | - | -- | -- | --- | ---- |
| Антигва и Барбуда        | 3 | 3 | 0 | 0 | 10 | 2  | +8  | 9    |
| Сент Винсент и Гренадини | 3 | 2 | 0 | 1 | 6  | 2  | +4  | 6    |
| Доминиканска Република   | 3 | 1 | 0 | 2 | 11 | 3  | +8  | 3    |
| Ангвила                  | 3 | 0 | 0 | 3 | 0  | 20 | −20 | 0    |

| Доминиканска Република | 0:1      | Сент Винсент и Гренадини |
| ---------------------- | -------- | ------------------------ |
|                        | Извештај | Олекс Андерсон 45+1’     |

| Антигва и Барбуда                                                                                                  | 6:0      | Ангвила |
| --- | -------- | ------- |
| Калаум Џаралдо-Мартин 8’ · Киран Мурта 35’, 71’ · Тевон Харијет 44’ · Питер Бајерс 55’ · Квинтон Грифит 69’ (пен.) | Извештај |         |

| Сент Винсент и Гренадини                                               | 4:0      | Ангвила |
| ---------------------------------------------------------------------- | -------- | ------- |
| Мирон Самјуел 36’ (пен.) · Олекс Андерсон 39’, 77’ · Азињо Соломон 71’ | Извештај |         |

| Антигва и Барбуда                       | 2:1      | Доминиканска Република |
| --------------------------------------- | -------- | ---------------------- |
| Питер Бајерс 55’ · Натанијел Џарвис 70’ | Извештај | Карања Мак 21’ (а.г.)  |

| Ангвила | 0:10     | Доминиканска Република |
| ------- | -------- | --- |
|         | Извештај | Кајл Кентиш 20’ (а.г.) · Рони Берд 32’, 62’ · Керби Родригез 41’, 53’ · Џонатан Фања 44’ (пен.), 87’ · Доминго Пералта 86’, 88’ · Самјуел Зајас 90+1’ |

| Антигва и Барбуда                       | 2:1      | Сент Винсент и Гренадини |
| --------------------------------------- | -------- | ------------------------ |
| Аким Томас 81’ · Натанијел Џарвис 90+2’ | Извештај | Назир Мекбурнет 45+1’    |

### Група 6
Утакмице су игране на Сент Китс и Невису (UTC-4).
| Тим               | О | П | Н | И | ГД | ГП | ГР | Бод. |
| ----------------- | - | - | - | - | -- | -- | -- | ---- |
| Сент Китс и Невис | 3 | 2 | 1 | 0 | 7  | 0  | +7 | 7    |
| Света Луција      | 3 | 2 | 1 | 0 | 4  | 1  | +3 | 7    |
| Гвајана           | 3 | 0 | 1 | 2 | 0  | 4  | −4 | 1    |
| Доминика          | 3 | 0 | 1 | 2 | 1  | 7  | −6 | 1    |

| Гвајана | 0:0      | Доминика |
| ------- | -------- | -------- |
|         | Извештај |          |

| Сент Китс и Невис | 0:0      | Света Луција |
| ----------------- | -------- | ------------ |
|                   | Извештај |              |

| Света Луција                         | 2:0      | Гвајана |
| ------------------------------------ | -------- | ------- |
| Шелдон Емануел 14’ · Тремејн Пол 84’ | Извештај |         |

| Сент Китс и Невис                                                                                         | 5:0      | Доминика |
| --- | -------- | -------- |
| Кервин Лоренц 3’ (а.г.) · Ромејн Сојерс 18’ (пен.) · Атиба Харис 29’ · Зефанија Томас 77’ · Џош Ледер 85’ | Извештај |          |

| Доминика         | 1:2      | Света Луција         |
| ---------------- | -------- | -------------------- |
| Џулијан Вејд 68’ | Извештај | Клиф Валкин 13’, 76’ |

| Сент Китс и Невис                    | 2:0      | Гвајана |
| ------------------------------------ | -------- | ------- |
| Зефанија Томас 53’ · Атиба Харис 60’ | Извештај |         |

### Рангирање трећепласираних екипа
| Г | Тим                    | О | П | Н | И | ГД | ГП | ГР | Бод. |
| - | ---------------------- | - | - | - | - | -- | -- | -- | ---- |
| 5 | Доминиканска Република | 3 | 1 | 0 | 2 | 11 | 3  | +8 | 3    |
| 3 | Бонер                  | 3 | 1 | 0 | 2 | 4  | 12 | −8 | 3    |
| 4 | Порторико              | 3 | 0 | 2 | 1 | 5  | 6  | −1 | 2    |
| 6 | Гвајана                | 3 | 0 | 1 | 2 | 0  | 4  | −4 | 1    |

## Друго коло
Победници група и другопласирани пласирали су се у финалну рунду.

### Група 7
Утакмице су игране на Тринидад и Тобагоу (UTC-4).
| Тим                    | О | П | Н | И | ГД | ГП | ГР | Бод. |
| ---------------------- | - | - | - | - | -- | -- | -- | ---- |
| Тринидад и Тобаго      | 3 | 3 | 0 | 0 | 9  | 1  | +8 | 9    |
| Антигва и Барбуда      | 3 | 1 | 1 | 1 | 2  | 2  | 0  | 4    |
| Доминиканска Република | 3 | 1 | 1 | 1 | 4  | 8  | −4 | 4    |
| Света Луција           | 3 | 0 | 0 | 3 | 3  | 7  | −4 | 0    |

| Антигва и Барбуда                    | 2:1      | Света Луција      |
| ------------------------------------ | -------- | ----------------- |
| Кејран Муртах 67’ · Џош Паркер 90+4’ | Извештај | Курт Фредерик 42’ |

| Тринидад и Тобаго                                                   | 6:1      | Доминиканска Република |
| ------------------------------------------------------------------- | -------- | ---------------------- |
| Кевин Молино 2’, 4’, 24’ · Кенвејн Џонс 40’, 54’ · Тревин Сизар 75’ | Извештај | Џонатан Фања 88’       |

| Доминиканска Република | 0:0      | Антигва и Барбуда |
| ---------------------- | -------- | ----------------- |
|                        | Извештај |                   |

| Тринидад и Тобаго                 | 2:0      | Света Луција |
| --------------------------------- | -------- | ------------ |
| Атаула Гера 6’ · Кенвејн Џонс 67’ | Извештај |              |

| Света Луција          | 2:3      | Доминиканска Република                                          |
| --------------------- | -------- | --------------------------------------------------------------- |
| Закчус Полус 77’, 87’ | Извештај | Џонатан Фања 37’ (пен.) · Керби Родригез 71’ · Иноел Наваро 85’ |

| Тринидад и Тобаго | 1:0      | Антигва и Барбуда |
| ----------------- | -------- | ----------------- |
| Кевин Молина 45’  | Извештај |                   |

### Група 8
Утакмице су игране на Хаитију (UTC-4).
| Тим               | О | П | Н | И | ГД | ГП | ГР | Бод. |
| ----------------- | - | - | - | - | -- | -- | -- | ---- |
| Хаити             | 3 | 1 | 2 | 0 | 6  | 4  | +2 | 5    |
| Француска Гвајана | 3 | 1 | 1 | 1 | 5  | 4  | +1 | 4    |
| Сент Китс и Невис | 3 | 1 | 1 | 1 | 4  | 4  | 0  | 4    |
| Барбадос          | 3 | 1 | 0 | 2 | 5  | 8  | −3 | 3    |

| Сент Китс и Невис                   | 2:3      | Барбадос                                 |
| ----------------------------------- | -------- | ---------------------------------------- |
| Деваг Елиот 12’ · Хари Панајоту 86’ | Извештај | Карл Џозеф 16’ · Арантис Лоренс 24’, 29’ |

| Хаити                                | 2:2      | Француска Гвајана                       |
| ------------------------------------ | -------- | --------------------------------------- |
| Џеф Луис 29’ · Жан Сони Алсена 45+1’ | Извештај | Микаел Солви 30’ · Жан-Давид Легран 54’ |

| Француска Гвајана | 1:2      | Сент Китс и Невис                   |
| ----------------- | -------- | ----------------------------------- |
| Габриел Пижре 70’ | Извештај | Орландо Мичум 22’ · Тишан Хенли 78’ |

| Хаити                                                                   | 4:2      | Барбадос                                  |
| ----------------------------------------------------------------------- | -------- | ----------------------------------------- |
| Кервенс Белфорт 3’, 43’ · Вајлд-Доналд Гериер 27’ · Жан Сони Алсена 67’ | Извештај | Марио Харте 36’ · Франц Бертин 45’ (а.г.) |

| Барбадос | 0:2      | Француска Гвајана                    |
| -------- | -------- | ------------------------------------ |
|          | Извештај | Жил Фабијен 45’ · Габријел Пижре 55’ |

| Хаити | 0:0      | Сент Китс и Невис |
| ----- | -------- | ----------------- |
|       | Извештај |                   |

### Група 9
Утакмице су игране на Гваделупу (UTC-4).
| Тим                      | О | П | Н | И | ГД | ГП | ГР | Бод. |
| ------------------------ | - | - | - | - | -- | -- | -- | ---- |
| Мартиник                 | 3 | 2 | 1 | 0 | 7  | 5  | +2 | 7    |
| Курасао                  | 3 | 1 | 1 | 1 | 2  | 2  | 0  | 4    |
| Гваделуп                 | 3 | 1 | 0 | 2 | 4  | 4  | 0  | 3    |
| Сент Винсент и Гренадини | 3 | 1 | 0 | 2 | 5  | 7  | −2 | 3    |

| Курасао                | 1:1      | Мартиник            |
| ---------------------- | -------- | ------------------- |
| Папито Меренсија 90+1’ | Извештај | Жулијен Фауберт 51’ |

| Гваделуп                                               | 3:1      | Сент Винсент и Гренадини |
| ------------------------------------------------------ | -------- | ------------------------ |
| Томас Жамиет 41’ · Лудовик Готин 53’ · Лоик Нестор 69’ | Извештај | Мирон Самуел 46’         |

| Сент Винсент и Гренадини | 1:0      | Курасао |
| ------------------------ | -------- | ------- |
| Олекс Андерсон 4’        | Извештај |         |

| Гваделуп        | 1:2      | Мартиник              |
| --------------- | -------- | --------------------- |
| Руди Воут 90+2’ | Извештај | Жулијен Фабер 4’, 66’ |

| [[Фудбалска репрезентација Мартиника {{{altlink2}}}\|Мартиник]] | 4:3      | Сент Винсент и Гренадини                         |
| --------------------------------------------------------------- | -------- | ------------------------------------------------ |
| Себастијен Кретино 53’, 69’ · Жулијен Фабер 81’, 85’            | Извештај | Корнелијус Стјуарт 27’, 60’ · Олекс Андерсон 66’ |

| Гваделуп | 0:1      | Курасао                |
| -------- | -------- | ---------------------- |
|          | Извештај | Папито Меренсија 90+2’ |